# Vimarcé
Vimarcé is een plaats en voormalige gemeente in het Franse departement Mayenne in de regio Pays de la Loire en telt 241 inwoners (2004). De plaats maakt deel uit van het arrondissement Mayenne.

## Geschiedenis
Op 1 januari 2021 fuseerde Vimarcé met Saint-Martin-de-Connée en Saint-Pierre-sur-Orthe tot de commune nouvelle Vimartin-sur-Orthe.

## Geografie
De oppervlakte van Vimarcé bedraagt 20,3 km², de bevolkingsdichtheid is 11,9 inwoners per km².
De onderstaande kaart toont de ligging van Vimarcé met de belangrijkste infrastructuur en aangrenzende gemeenten.

## Demografie
Onderstaande figuur toont het verloop van het inwonertal (bron: INSEE-tellingen).

Saint-Martin-de-Connée · Saint-Pierre-sur-Orthe · Vimarcé